# Zhang Chutong
Zhang Chutong (Jilin, 17 febbraio 2003) è una pattinatrice di short track cinese, vincitrice della medaglia di bronzo ai Giochi olimpici invernali di Pechino 2022 nella staffetta 3000 m.

## Biografia
È nata a Jilin, nell'omonima provincia cinese.
Pratica lo short track dal 2011. Ha partecipato ai Giochi olimpici giovanili di Losanna 2020, dove ha ottenuto l'8º posto nei 500 m, il 6º nei 1000 e il 5º nella staffetta 3000 m mista.
Ha rappresentato la Cina ai Giochi olimpici invernali di Pechino 2022, in cui si è classifica 15ª nei 1000 m, dopo essere stata eliminata ai quarti di finale. Nella staffetta 3000 m ha vinto la medaglia di bronzo con le connazionali Qu Chunyu, Fan Kexin, Zhang Yuting e Han Yutong.